# Adaware

Lavasoft商标

Adaware，原名Lavasoft，是一家軟體開發商，常被喻為「首家」反間諜軟體公司，其標誌性產品Ad-Aware於全球擁有2億使用者。該公司亦有銷售防火牆軟體Lavasoft Personal Firewall。
Lavasoft於1999年由Ad-Aware的創作者Nicolas Stark在德國成立，2002年後於瑞典哥特堡設立總部。2016年改名Adaware。

## 產品
- 反間諜軟體產品
- 防火牆軟體
Lavasoft Personal Firewall

## 外部連結
- 官方网站